# Boris Markarov
Boris Nikitič Markarov (in russo Борис Никитич Маркаров?; Volchov, 12 marzo 1935 – San Pietroburgo, 23 aprile 2023) è stato un pallanuotista sovietico, vincitore di una medaglia di bronzo alle olimpiadi di Melbourne 1956.